# 湖区
湖區是英國西北英格蘭金巴倫郡的一片鄉村地区，是一個度假勝地，以湖泊與群山，并因19世纪初诗人华兹华斯的作品以及湖畔诗人（Lake Poets）而著称。这个区域游客较多的中心地带被辟为湖區國立公園（Lake District National Park），是英國國立公園之一，也是英国不多的山区之一。英格兰所有海拔高于3000英尺的地方都位于这个国立公园内。2017年列入世界自然遺產。
英格蘭最高峰斯科菲峰位於湖區境內，此外英格蘭最深的湖沃斯特湖和最大的天然湖溫德米爾湖也位於湖區境內。

## 區域特殊称谓
湖區國立公園虽然是属于英格兰的一部分，但是湖区对当地地形的称呼跟标准英语并不相同，而是使用一种特别的称谓，究其原因，是来源于9世纪定居于此的诺斯人使用的古诺斯语。
湖區称谓—标准称谓—中文
- Gyhll—ravine—山沟
- Fell—hill—山
- Tarn—small mountain lakes—山间小湖泊
- Thwaites—clearing—空地
- Beck—stream—溪流
- Pike—peak—山峰
- Force—waterfall—瀑布
- Holm—island—岛屿
- Dale—valley—山谷

## 地理

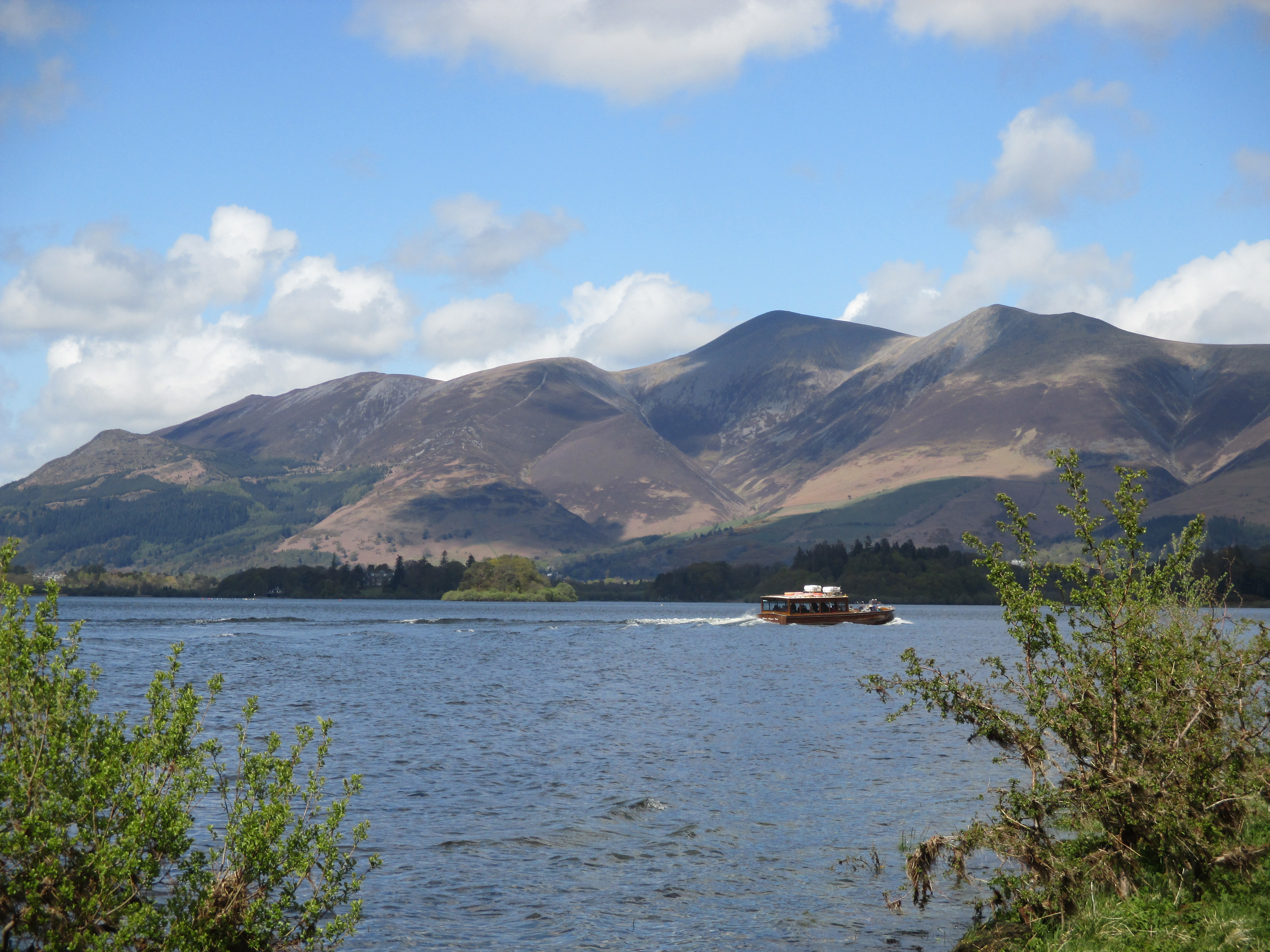
斯基道峰

湖區國立公園的东西和南北跨度大约都是34英里（55千米），它是冰河时代的产物，在15000年前形成今日的面貌，包括冰蚀形成的宽阔的U形谷，其中有许多今天被水填满，形成了湖泊，这就是湖区名称的由来。这里还有许多冰河时代的盆地谷，通常形成小湖。较高的山多岩石，较低的山毗邻高沼地（moorland），广泛覆盖着欧洲蕨和石南花。林木线以下是天然的橡树林地和19世纪人工栽培的松树林。由于降雨丰沛，许多地方沼泽遍布。

### 山峰

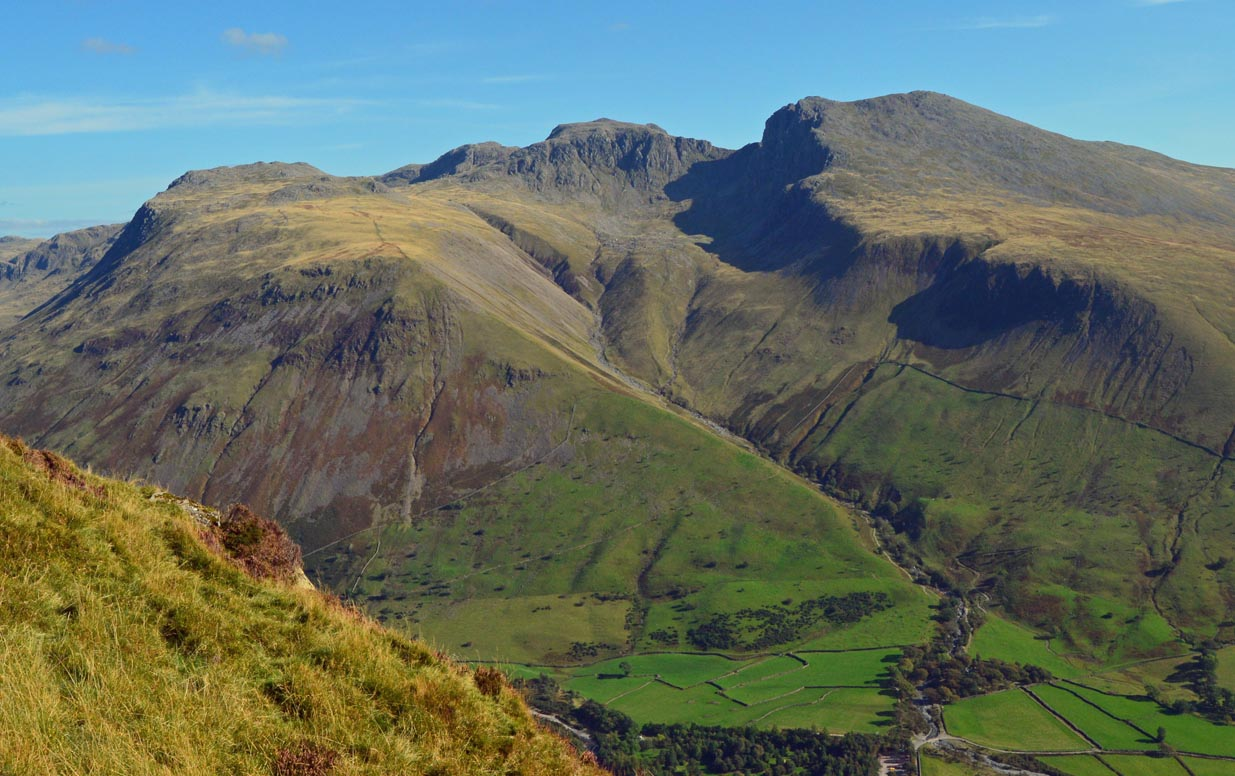
斯科菲峰

湖區國立公園有四座高於3,000英尺（910）的山峰：
- 斯科費爾峰：978米（3,209英尺）
- 斯科費爾山：965米（3,166英尺）
- 赫尔维林峰：951米（3,120英尺）
- 斯基多峰：931米（3,054英尺）

### 山谷
主要的山谷（从正南方顺时针方向）是邓纳代尔、埃斯克代尔、瓦斯代尔、恩纳代尔、洛顿谷和巴特米尔谷、德温特河谷、鲍罗代尔、厄尔斯沃特谷、霍斯沃特谷、朗斯莱代尔、肯特米尔谷、温德米尔-格拉斯米尔、大朗代尔、小朗代尔和科尼斯顿水谷。这些山谷将山脉分块，不同的作者用不同的方式描述了这些快。最常见的是阿尔弗雷德·温莱特的方法，他的指南一共分成七块。

### 湖泊
當地湖泊名稱在英文中僅有巴森斯韦特湖（Bassenthwaite Lake）帶有“Lake”字樣，其他均稱“mere”或“water”：
- 巴森斯韦特湖（Bassenthwaite Lake）
- 兄弟湖（英语：Brothers Water）（Brotherswater）
- 巴特米爾湖（Buttermere）
- 科尼斯頓湖（Coniston Water）
- 克拉莫克湖（Crummock Water）
- 德文特湖（Derwent Water）
- 德沃克湖（Devoke Water）
- 艾尔特湖（Elter Water）
- 恩纳代尔湖（Ennerdale Water）
- 埃斯韦特湖（Esthwaite Water）
- 格拉斯米爾湖（Grasmere）
- 霍斯沃特水库（Haweswater Reservoir）
- 海耶斯湖（Hayeswater）
- 洛韦斯湖（Loweswater）
- 赖德尔湖（Rydal Water）
- 瑟尔米尔（Thirlmere）
- 奥斯湖（Ullswater）
- 沃斯特湖（Wast Water）
- 溫德米爾湖（Windermere）

### 林地
在林木线以下是林地区域，包括英国和欧洲的原生橡树林和引进的软木种植林。这些林地为英国本土的野生动物提供栖息地。本土的红松鼠分布于湖区和英格兰其他一些地方。湖区部分地区的降水量高于英格兰其他区域，因此大西洋苔藓、蕨类植物和地衣都有机会生长。湖区国家公园里面保存了一些古老的林地。林地管理方式不尽相同，有些是种植或者人工种植的，有些是自然生长，还有一些作为放牧场所。

### 海岸
湖區的爱尔兰海海岸从北部的德里格（Drigg）延伸到南部的西尔科罗夫特（Silecroft），其中包括埃斯克河及其支流的河口。河口合并的潮间带包括了沙地、鹅软石滩、泥滩和盐沼。河口两侧的沙丘系统被列为自然保护区，北侧是德里格沙丘，南侧是埃斯克米尔沙丘。埃斯克河口以南的海岸是冰碛、沙子和砾石构成的悬崖。
湖區國立公園还延伸到莫克姆湾的潮汐水域和沿着弗内斯和卡特梅尔半岛的几个河口，在M6高速公路的路标上面被指定为“湖区半岛”，南部则位于湖区公园之外。这些属于达顿河口、利文河口和肯特河口的西岸和潮滩。这些地方都是以风景和野生动物聚集的沙子和泥滩为特征。

## 地质
湖区的地质结构相当复杂，不过已经经过了充分的研究，该地区下方是花岗岩基岩构成的高地地块，其相对较低的密度导致地表被“抬高”，花岗岩的地表可以在Ennerdale等地方看到。
广义上湖区可以分为三个带，划分从西南转向东北。从岩石的历史来看，从西北到东南逐步变得年轻。西北带主要是中奥陶纪的沉积岩，包括海相泥岩和粉砂岩。它们构成了斯基道组，包括了传统被称为斯基道板岩的岩石。这种岩石容易破碎并且导致山体滑坡，典型的例子就是斯基道峰。
中央带是奥陶纪中晚期的火山岩和沉积岩的混合物，由鲍罗达勒火山群的熔岩和凝灰岩组成，在喀里多尼亚造山运动期间，从巨神海俯冲到现在的苏格兰边界之下而造成喷发。北部的中央山峰，如大里格峰，是由大量熔岩流形成的。这些熔岩喷发之后是一系列的火山碎屑喷发，并形成了一系列的火山口，包括今天的斯卡菲尔派克火山。这些火山碎屑岩石形成了中部丘陵典型的崎岖景观。
东南带由温德米尔超群的泥岩和杂砂岩组成，包括了登特、斯托克代尔、特兰纳斯、科尼斯顿和肯达尔群的岩石。这些岩石相比北部对侵蚀的抵抗力较弱，因此是科尼斯顿和温德米尔周边相对低海拔景观的基础。
后来的火成侵入在这些带中形成了单独的火成岩露头。在湖区北部、东部和南部边缘存在的奥陶纪和志留纪边缘的是石炭纪的石灰岩半连续露头，在威特巴罗和斯考特等地最为壮观。

## 气候
湖區國立公園位于英格兰的西北海岸，再加上多山的地理环境，因此是英格兰最湿润的地区。英国气象局通报湖區年均降水量超过2000毫米，不过局部差异较大。
虽然整个地方的降雨量确实较多，但西部和东部湖泊之间的降雨量差异很大。举例来说鲍罗达勒的西斯怀特是英格兰有人居住地区最湿润的地方，年均降雨量高达3300毫米（130英寸）。附近的斯普林克灵更加湿润，每年的降雨量超过5000毫米（200英寸）。相比之下，位于鲍罗达勒尾端的凯西克每年的降雨量只有1470毫米（58英寸），而彭里斯地区只有870毫米（34英寸）。从时间来看，3月到6月的春季是降雨量最少的，而10月到1月的冬季则是最湿润的月份。
因为山脉的阻挡，山谷中平均每年只有5天有大风气候，但是湖区同样有大风侵袭，沿海地区有20天的大风，而山顶附近则有100天左右的大风。温带海洋性气候意味着湖区每年的温度变化比较温和，山谷中平均温度最低的1月份是3℃到最高的7月份的15℃。而大陆性气候的莫斯科的温度变化则是从-10℃到19℃。
大多数山丘海拔较低，冬季是可能下雪的，但可能一年当中不下雪。通常来说，下雪是存在于11月到4月之间。赫尔维林峰每年平均有67天下雪。在山谷的一年中，可能有20天左右的降雪，200天的雨天以及145天的旱天。山中起雾是非常常见的，丘陵地带每天大概只有2.5小时的日照时间，而沿海的平原地区则是4.1小时。

## 生物
湖區國立公園的野生动物资源十分丰富，而且因为其地形（森林和湖泊）产生了较大差异。主要动物是红松鼠，主要植物是茅膏菜和捕虫堇。这两种植物是原产于英国的食肉植物。湖区的红松鼠数量较多（在整个英国国内，红松鼠数量约为14万只。）
湖區國立公園栖息着一系列鸟类，英国皇家鸟类保护协会在霍斯沃特水库设立了一个保护区。英国最后一对筑巢的金雕也是在湖区发现的，确认是雄性，而雌性则从2004年以来再也没有发现过。另外在2001年，巴森斯韦特湖发现了一对鱼鹰筑巢。另外，通过重新野生放养，红鸢在当地数量达到了90只（2012年数据）。环保主义者希望通过不断在湖区和其他英格兰北部地区放养培育大量野生动物。其他居住在湖区的鸟类还有秃鹰、白喉河乌、游隼和渡鸦。季节性鸟类包括环颈鸫和红尾鸲。
湖區國立公園的湖泊中有三种珍稀的濒危鱼类。第一种是文第斯白鲑，仅在德文特湖和巴森斯韦特湖中发现。文第斯白鲑需要面临天然藻类和湖水暖化的威胁。生物学家也多次转移文第斯白鲑到更高海拔的湖泊进行保护。第二种是点白鲑，主要分布于霍斯沃特水库和奥斯湖等湖泊。第三种是北极红点鲑，分布于巴特米尔湖、瑟尔米尔水库和温德米尔湖等。
近年来，英格兰西北部的渔业条例发生了重大的变革，目的就是为了保护一些最珍贵的鱼类。2002年，英国环境署出台了一项新的渔业条例，禁止在湖区的14个湖泊中使用任何淡水鱼作为活鱼或者死鱼饵，违者将面临最高2500英镑的罚款。
根据研究，湖区的湖泊和其他水体不能像英国南部或者欧洲其他地区那样可能支撑尽可能多的鱼类的生长，因此在湖中茁壮成长的当地鱼类是非常容易受到引进新物种（鱼类）的威胁。引进非本地鱼类会导致对本地鱼类的捕食以及疾病的威胁，导致当地种群数量下降。在极端情况下，甚至可能导致改变湖泊环境使当地的鱼类无法适应。目前最大的问题是发现引进的梅花鲈会吞噬文第斯白鲑的卵，由于文第斯白鲑的卵有长达120天的潜伏期，因此特别容易受到伤害，相比之下，拟鲤的卵的潜伏期只有3天。

## 人口
湖區國立公園是英國居民人口最多的國立公園之一，主要聚居點為凯西克、溫德米爾、安布塞德和波尼斯-温德米尔四个镇。其他靠近湖区的定居点包括卡莱尔、巴罗因弗内斯、肯德尔、阿尔弗斯顿、达尔顿因弗内斯、怀特港、沃金顿、科克茅斯、彭里斯、米勒姆、沙滩旁格兰奇。所有地点都跟湖区有重要的经济联系。其他的村庄包括了科尼斯顿、斯雷尔克德、格伦莱丁、普利桥、布洛顿因弗内斯、格拉斯米尔、纽拜桥、斯塔维利、林代尔、戈斯弗斯、浩克斯海德。这些地区所有经济几乎都与旅游业有关。同时，还有一些小村庄和孤立的农场与农业有关，并作为旅游经济的一部分。

## 经济

### 农业
当地的农业拥有悠久的历史，而且以养羊业为主体产业。羊的品种主要有贺德威克、黑面羊、Rough Fell等。养羊业对当地的经济和保护游客景观有一定的重要性，比如说养羊用建造的干石墙。另外一些土地用于青贮饲料和奶牛养殖。

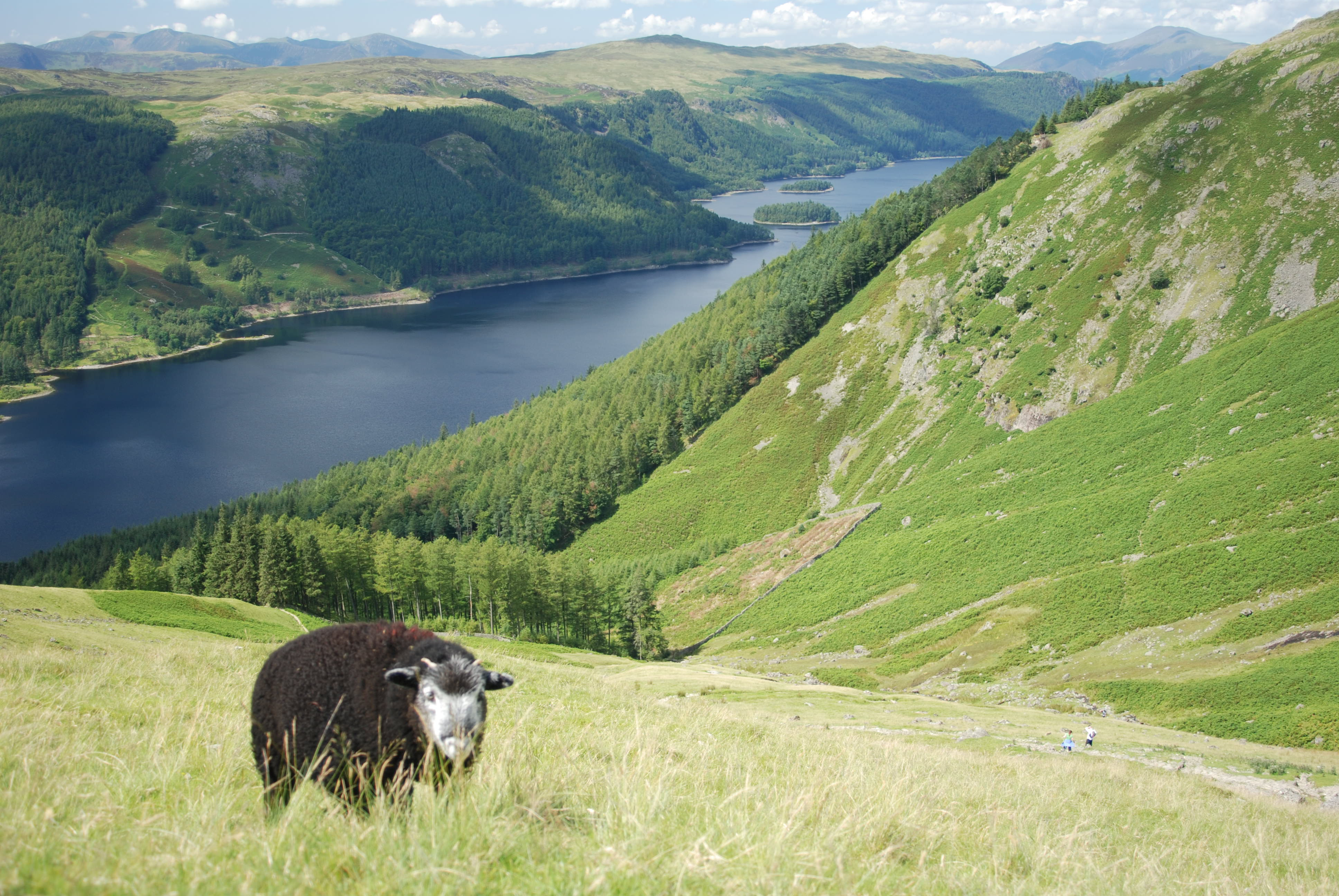
瑟尔米尔附近山丘上的贺德威克羊

2001年，英国爆发口蹄疫对当地产生了严重影响。数以千计的绵羊包括贺德威克羊尽数死亡。为了替换死去的羊，还需要重新训练全新的羊不会摔倒和迷路。为此，当地人安装了为期五年的电子栅栏。在疫情爆发的时候，不少人对莱兰德羊和贺德威克羊的未来感到担忧，不过现在情况已经得到了很好的缓解。
在20世纪，在温拉特山口和恩纳代尔湖附近建立了广阔的针叶林种植园，因此林业在当地也得到了长足的发展（主要是非本地的松树种植园）。

### 工业
湖区当地的主要工业是采矿和采石。早在新石器时代，湖区就是石斧的主要产地。位于朗代尔山坡上面的一些遗迹被认为是“石斧工厂”。
采矿业的主要目标是铜、铅（和银）、重晶石、石墨和板岩，大部分是从16世纪延续到19世纪。科皮塞德林地主要用于提供冶炼用的木炭。一些采矿工作至今仍然进行，比如说霍尼斯特山口顶部继续开采板岩。整个区域的山坡上面都可以找到废弃的矿井。另外当地开采的石墨带动了铅笔行业的发展，特别是在凯西克附近。
19世纪中叶世界纺织机的梭芯有一半来自于湖区，之后这个产业就衰弱了，让位给了旅游业。

### 旅游业
湖区的旅游业起源于17世纪末，但真正开始发展是在19世纪，威廉·华兹华斯在1810年出版的湖区指南，之后25年里面再版了四次，对推广湖区产生巨大的影响力。据说华兹华斯最喜欢的山谷是在西南部的邓纳代尔谷。
铁路的建造带动了旅游业的发展，肯德尔和温德米尔铁路是湖区第一条铁路，1846年连通肯德尔，翌年连通温德米尔，再翌年连通科尼斯顿。这条铁路在1857年通过弗利特伍德和巴罗因弗内斯之间的渡轮链接到英国国家铁路网中。1865年铁路线从彭里斯出发经凯西克抵达科克茅斯。1869年温德米尔湖滨线路开辟。这些都带来了大规模的游客增长和旅游业的发展，同时部分湖泊也开辟汽船渡轮来补充铁路连接。
1951年湖区国家公园成立，人们认识到在发展旅游业的重点是需要保护湖区环境免受过度的商业或者工业开发的影响，从而保护游客想要看的东西，同时也不能限制人们进入湖区和周边地区。M6高速公路（通过湖区东侧）的修建进一步提升了当地的交通流量。
阿尔弗雷德·温赖特出版莱克兰山地图片指南丛书吸引许多人来到湖区的山地上面。这套书籍从1955年到1966年出版，提供了莱克兰地区荒地的详细信息以及手绘地图和全景图，这套书籍被作为许多游客的徒步旅行指南。最新的指南在2005年到2009年完成修订，主要反映山谷通道和路径方面的变化。修订后的最新一卷在2019年4月出版。
从1960年开始，湖区国家公园管理局开始聘请护林员帮助应对旅游业的发展，其中第一人是作家约翰·怀亚特，他撰写了不少当地的旅游指南书。另外一位女性作家阿特丽克斯·波特（彼得兔的作者）也跟湖区有关，许多日本游客专程来参观她的故居。
旅游业现在是湖区最重要的产业，每年游客达到1200万，除了英国本土大城市游客以外，还有来自中国、日本、西班牙、德国和美国的诸多游客。温德米尔湖游船是坎布里亚郡最受欢迎的收费旅游项目，每年有135万名游客。不过旅游业也产生了负面影响，包括步行导致的土壤侵蚀，以及耗费数百万英镑维护过度使用的小径等。
除了步行以外，在湖区国家公园骑行车也很流行，拥有许多长距离的骑行路线，包括从海岸到海岸的路线。凯西克和安布塞德等城镇都是公路自行车度假旅行的中心。山地自行车手则喜欢使用温拉特森林和格里泽达尔森林的小径，以及在马车道上面更加狂野的路线。
文化旅游也成为湖区旅游业越来越重要的组成部分，因为湖区与众多的艺术家、作家有联系并且在夏季提供传统的戏剧表演。目前当地的剧院传统主要是位于凯西克的湖畔剧院，夏季、圣诞节和复活节都有上演各种经典作品。另外还有各种文学、电影、登山、爵士乐以及创意艺术节，诸如肯德尔山节和凯西克山节。

## 交通

### 公路
湖区被干线道路和A道路包围，东侧是A6公路，从肯德尔连通彭里斯。通过南部边缘的是A590公路，连接M6和巴罗因弗内斯。北面边缘是A66，从彭里斯通往沃金顿。A595公路在卡尔德桥和霍姆洛克之间形成公园的边界，然后穿过沿海平原，在威克汉姆山谷转向内陆，再次形成公园边界，最终抵达格里泽贝克。

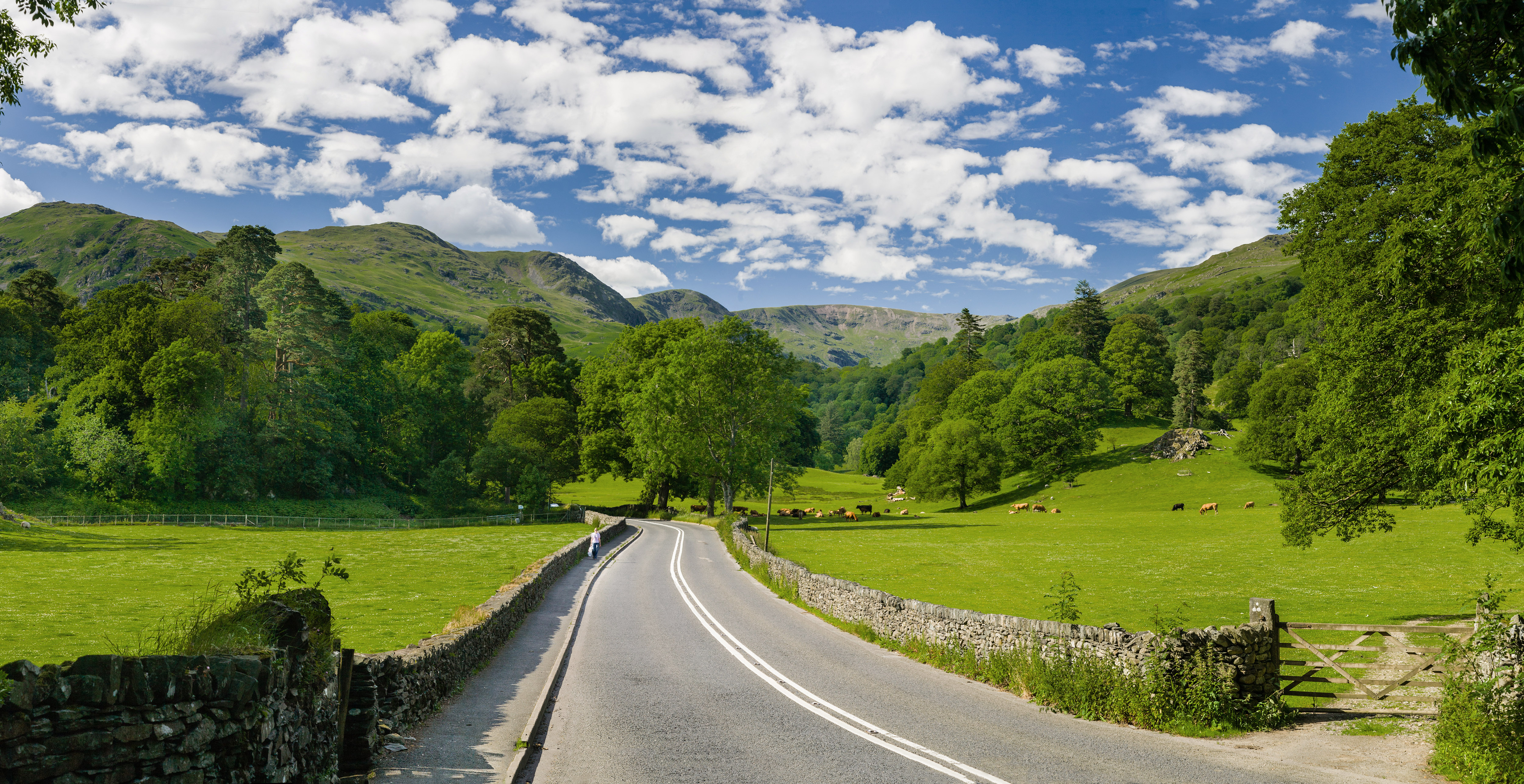
位于湖区的A591公路

另外比较重要的道路是A591，它从肯德尔出发延伸到温德米尔，然后抵达凯西克，之后继续向巴森斯韦特湖的东侧延伸。A593公路将安布塞德和科尼斯顿地区与南部的A590连接起来，A592公路将温德米尔与A590连接起来，A592从温德米尔出发，穿过柯克斯顿山口向北抵达奧斯湖和彭里斯。

### 铁路
该区主要的铁路干线有两条，一条是西海岸干线（WCML），正好绕过湖区的东部边缘。另一条是坎布里亚海岸线，穿过湖区的西部和南部边缘。另外还有一条单独的铁路线——温德米尔支线，从肯德尔出发穿过斯塔夫利抵达温德米尔。
坎布里亚海岸线在湖区国家公园内共有三个车站（德里格车站正好位于边界之外仅三分之一英里的地方）。这条线路颇具人气，具有手动操作的平交道口功能，并提供通往埃斯克达尔的蒸汽铁路连接，为自行车手和远足者提供良好的通道。
窄轨铁路拉文格拉斯和埃斯克达尔铁道从拉文格拉斯出发一直延伸到埃斯克达尔，最终抵达达尔加特站，主要为游客提供服务。另外还有一条历史悠久的铁路，湖畔和哈弗斯韦特铁路，在温德米尔湖和哈弗斯韦特之间运行，游客可以乘坐湖上的船只前往鲍内斯。
温德米尔渡轮是可以承载车辆的横水渡轮，在温德米尔湖上频繁运行。另外在科尼斯顿湖、德文特湖、奥斯湖也有季节性的客轮。

### 人行道和马车道
湖区内有很多开放通行权的道路，并设置有路标。2012年的统计湖区内共有2159公里（1342英里）的公共人行道，875公里（544英里）的公共马车道，15公里（9英里）的受限制小路和30公里（19英里）的開放通行的小路。其中很多道路早就在几个世纪之前就存在了，主要是作为穿过山脊地区的快速通道。虽然这些道路本来的用途都不是登顶山峰，但现在的徒步旅行者都喜欢使用这些道路。
在马车道上面允许骑自行车或者骑马，不过骑自行车的人必须让路给其他交通方式的人。一般私家车（机动车）只允许在“开放所有交通的小路”（綠色道路）上面行驶。

## 延伸阅读
- Hollingsworth, S. 'The Geology of the Lake District: a review', Proc. Geologists Assoc., 65 (Part 4) 1954
- Moseley, F. Geology of the Lake District, Yorkshire Geologic